# Tapena
Tapena es un género monotípico de lepidópteros ditrisios de la subfamilia Pyrginae  dentro de la familia Hesperiidae. Su única especie es: Tapena thwaitesi.